# المسرح الروماني (الإسكندرية)
المسرح الروماني هو مسرح روماني قديم يقع بمنطقة كوم الدكة وسط مدينة الإسكندرية في مصر، وهو أحد آثار العصر الروماني وقد تمت إقامته في بداية القرن الرابع الميلادي. ويوجد مسرح أخر في مصر وهو مسرح بلوزيوم والذي يقع بمنطقة اثار بيلوزيوم 25 كم من شرق قناة السويس .

## اكتشافه
اكتشف هذا المبنى بالصدفة، أثناء إزالة التراب للبحث عن مقبرة الإسكندر الأكبر بواسطة البعثة البولندية في عام 1960. أطلق عليه الأثريون اسم المسرح الرومانى عند اكتشاف الدرجات الرخامية، ولكن ثار جدل كبير حول وظيفة هذا المبنى الأثرى. وقد استغرق التنقيب عنه حوالي 30 سنة.
واصلت البعثة البولندية بعثها بالاشتراك مع جامعة الإسكندرية إلى أن تم اكتشاف بعض قاعات للدراسة بجوار هذا المدرج في شهر فبراير 2004، وهذا سوف يغير الاتجاه القائل بأن المدرج الرومانى هو مسرح؛ فهذا المدرج من الممكن أنه كان يستخدم كقاعة محاضرات كبيرة للطلاب، وفي الاحتفالات استخدم كمسرح.
ثال

## التصميم
المبنى مدرج على شكل حدوة حصان أو حرف u ويتكون من 13 صفا من المدرجات الرخامية مرقمة بحروف وأرقام يونانية لتنظيم عملية الجلوس، أولها من أسفل ويتسع لحوالي 600 شخص. وهي مصنوعة من الجرانيت الوردي ويوجد أعلي هذه المدرجات 5 مقصورات لم يتبق منها غلا مقصورتان وكان سقف هذه المقصورات ذو قباب تستند على مجموعة من الأعمدة، وتستند المدرجات على جدار سميك من الحجر الجيري يحيط به جدار آخر وقد تم الربط بين الجدارين بمجموعة من الأقواس والأقبية حيث يعتبر الجدار الخارجي دعامة قوية للجدار الداخلي. كما يوجد صالتان من الموزاييك بزخارف هندسية في المدخل الذي يقع جهة الغرب.

## معرض الصور

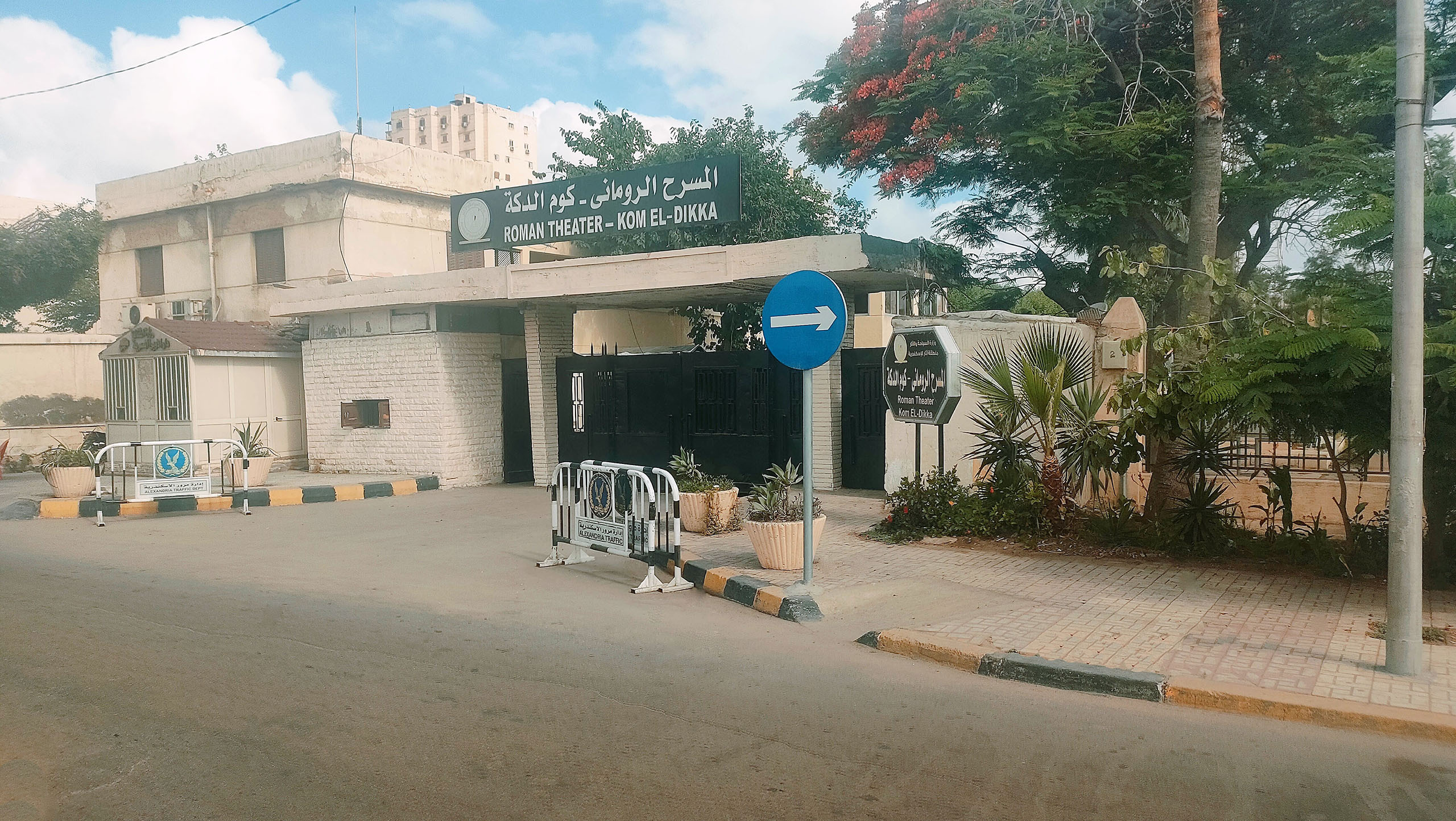
مدخل المسرح الروماني
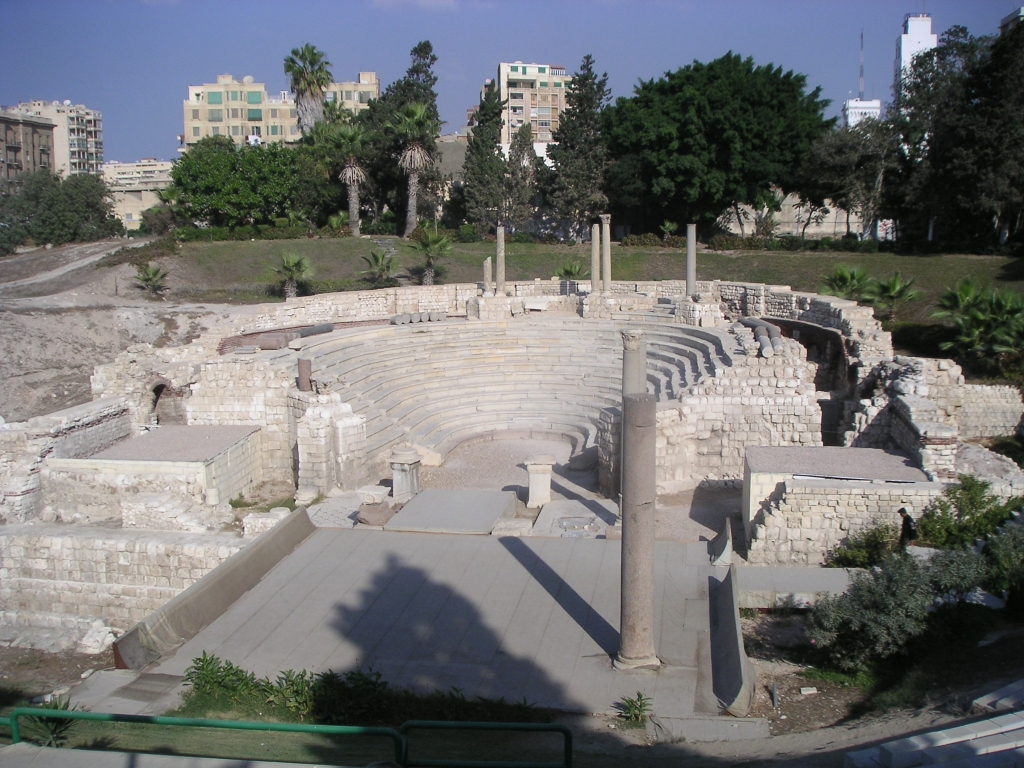
المسرح الروماني بالإسكندرية
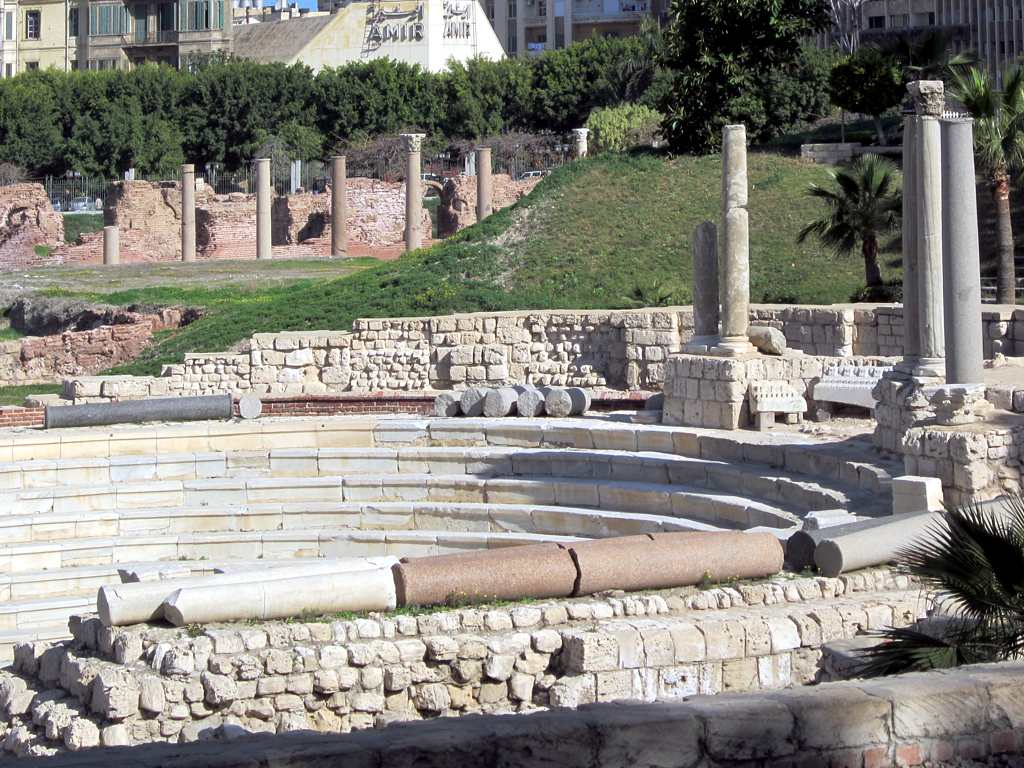
المسرح